# 表面麻酔

表面麻酔に頻用されるアミド型局所麻酔薬リドカインの3D構造模型。中心部がアミド結合である。

表面麻酔（ひょうめんますい、: 英: Topical anesthesia）とは、局所麻酔薬によって身体の一部の表面の感覚を麻痺させることを指す。皮膚だけでなく、眼球の表面、鼻・耳・喉の内側、肛門、外陰部など、あらゆる部位の感覚を麻痺させるために使用できる。局所麻酔薬は、クリーム、軟膏、エアロゾール、スプレー、ローション、ゼリーなどで販売されている。例としては、ベンゾカイン、ジブカイン、リドカイン、テトラカイン、オキシブプロカインなどがある。

## 適応
表面麻酔は、日焼けや軽度の火傷、虫刺され、うるしかぶれ、軽度の切り傷や引っかき傷などの症状によって引き起こされる痛みや かゆみを和らげるために行われる。
表面麻酔は、眼科や 検眼科(日本にはない医療職)で、目の表面（角膜や 結膜の一番外側の層）を麻痺させるためにも行われる。下記の状況で用いられる:
- 圧平眼圧測定（英語版）を実施する。
- シルマーテストを行う(シルマーテストは、局所麻酔薬を使用する場合と使用しない場合がある。局所麻酔薬の使用は、シルマーテストの信頼性を損なう可能性があるため、可能な限り避けるべきである)。
- 角膜や結膜の最上層にある小さな異物を除去する。除去すべき異物が角膜の奥にあるほど、また異物が大きいほど、また除去が複雑であるほど、異物除去の前に、目の表面を十分な強さと時間で麻痺させるために、局所麻酔薬の滴下が必要である。

歯科では、口腔内の軟組織に針が入るため、歯科用局所麻酔薬を投与する前に、口腔内組織の麻酔のために表面麻酔が行われる。
尿道カテーテル留置時にはリドカインの2%ゼリー製剤が用いられる。
現在、早漏の一時的な緩和には、陰茎の亀頭に塗布する局所麻酔薬が一般的に使用されている。ベンゾカインやリドカインは市販薬として入手可能なため、アメリカではこの目的で使用されている。日本では、日本麻酔科学会のガイドライン上は、局所麻酔薬に早漏の適応はない。

## 効果時間
局所麻酔の持続時間は、塗布する種類や量によって異なるかもしれないが、通常は30分程度である。

## 薬物動態
リドカイン 2mg/kgを咽頭・気管内に投与すると、血清中濃度は投与後約10分でおよそ最高濃度である2.5µg/mLに達する。ヒトでの中枢神経中毒症状が発現する血中濃度は5µg/mL、痙攣が起こり得る濃度は12µg/mLである。

## 目の痛みの緩和目的の乱用
外用麻酔薬を過剰に使用すると、角膜組織が深刻かつ不可逆的な損傷を受け、さらには失明することすらある。外用麻酔薬の乱用は、アカントアメーバ角膜炎や他の感染性角膜炎と紛らわしい慢性角膜炎として最初は受診される比較的珍しい疾患という点で、正しい診断が困難となる。角膜炎が治療に反応せず、強い眼痛を伴う場合、局所麻酔薬の乱用を考慮する必要があり、精神障害および他の薬物乱用の既往が診断に重要な役割を果たす。乱用の可能性のため、臨床医は盗難の可能性について警告されており、痛みの治療目的で局所麻酔薬の処方を行わないよう勧告されてきた。
目の痛みは、角膜や結膜の神経が刺激されることで生じるかなり強い神経障害性疼痛であることが多く、オキシブプロカインなどの点眼麻酔薬を不正に入手し（眼科や 検眼士で 盗む、処方箋を 偽造する、オンライン薬局で注文しようとするなど）、目の痛みを鎮めるために使用し、最後には角膜に取り返しのつかないダメージを受け、角膜破壊にまで至る（これが悪循環となりさらに痛みが増す）患者も少なくない。そのような患者は、最終的に角膜移植を必要とすることがよくある。
目の痛み、特に神経障害性の目の痛みが長く続く場合は、抗けいれん剤（プレガバリン、ガバペンチン、より重い場合はカルバマゼピン）や抗うつ剤（例えばSSRIや 三環系抗うつ剤 アミトリプチリン）などの中枢作用物質を用いることが強く推奨される。ごく少量の抗けいれん薬や抗うつ薬でも、目の痛みをほぼ完全に止めることができ、目に全くダメージを与えない。